# جبال الأبالاش

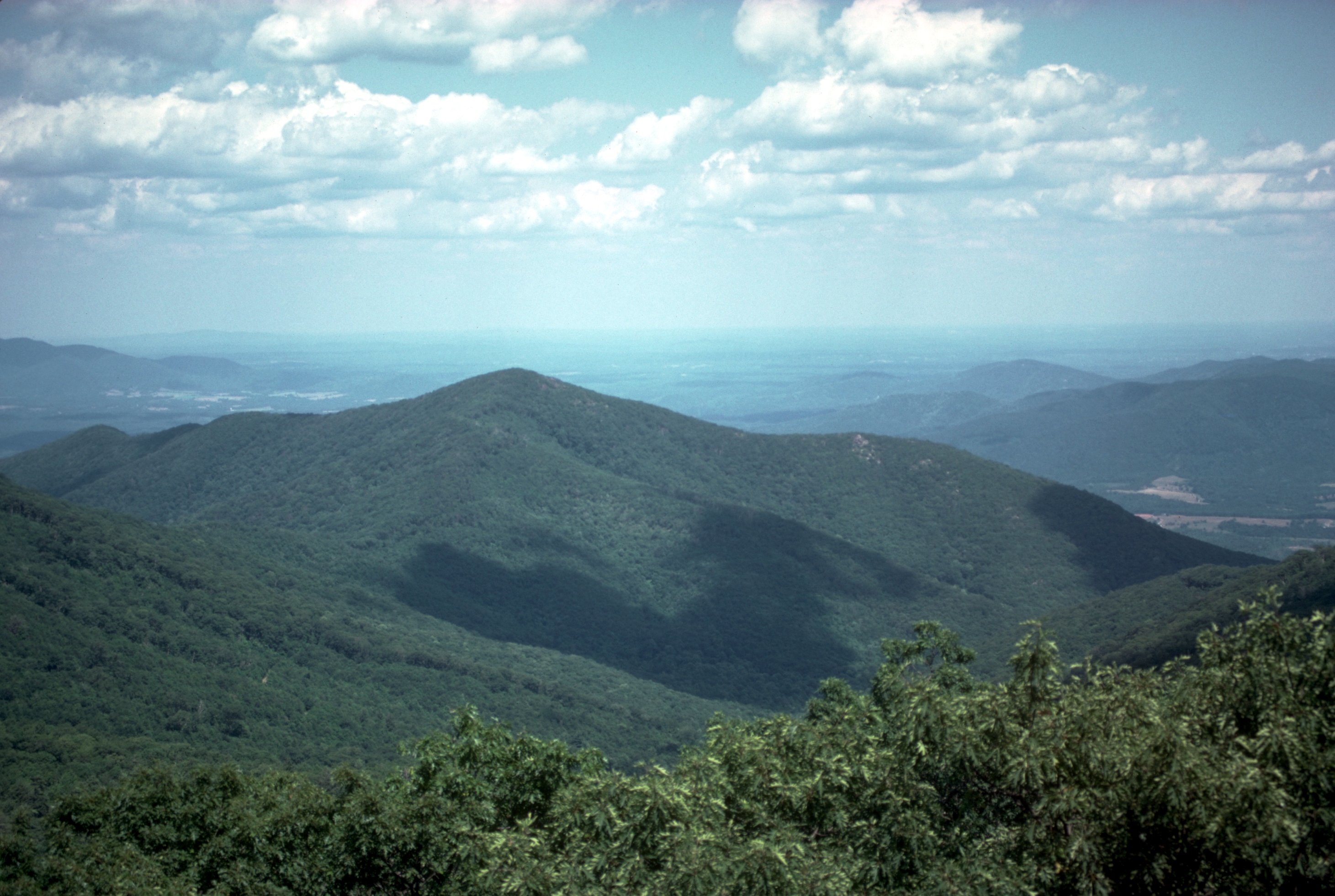
جبال الأبالاش في ولاية كارولينا الشمالية في الولايات المتحدة

جبال الأبالاش أو جبال الأبلاش أو الأبَّلاشِيَّة (بالإنجليزية: Appalachian Mountains) هو اسم عام يطلق على سلسلة جبلية واسعة تمتد في البقاع الشرقية من قارة أمريكا الشمالية على موازاة شواطئ المحيط الأطلسي، وهي من أقدم الجبال في القارة وأطولها، وتتعرض لعمليات النحت منذ تكونها. وهي جبال مطوية تبدأ عند وادي سانت لورانس بمقاطعة كيبيك بكندا، وتنحدر صوب الجنوب الغربي حتى السهول المحاذية لشواطئ خليج المكسيك في ولاية ألاباما. وسُميت بهذا الاسم نسبة إلى هنود الأبالاش وتؤلف حاجزاً طبيعياً بين الساحل الشرقي للولايات المتحدة، والسهول الواسعة في داخلها. ويبلغ طولها نحو 1900كم من شبه جزيرة غاسبه Gaspé في مقاطعة كيبك الكندية ممتدة شرقي الولايات المتحدة نحو الجنوب الغربي حتى وسط ألاباما، وتتصل من جهة الشرق بمنطقة البيد مونت الحضيضية. وعلى الرغم من تعقيد جيولوجية السلسلة فإنها تؤلف وحدة ظاهرة بانتمائها إلى حركة التوائية قديمة تعود صخورها إلى ما قبل الكمبري، وتحتوي على صخور بلورية وترسبات تعود إلى الحقب الأول.
ومن هذه المجموعات الجبال البيض والجبال الخضر وجبال كاتسكيل وجبال أليجني والسلسة الزرقاء والجبال السود وجبال جريت سموكي وهضبة كمبرلاند.
وتتألف المرتفعات من صخور رسوبية، وجوانبها الشرقية شديدة الانحدار عسرة المرتقى عموماً بخلاف جوانبها الغربية القليلة الانحدار. أعلى قممها جبل ميتشيل في سلسلة الجبال السود (2027م).
يستخرج الفحم والحديد والبترول والغاز الطبيعي في بقاع مختلفة من سلاسل الأبالاش، وهي تزخر بمشاهد طبيعية جميلة جعلت منها مكاناً للنزهة والاسترواح. وقد حالت جبال أبالاش دون نفوذ العنر الأبيض نحو الغرب، فليس فيها سوى ممرات قليلة غير مطروقة، وهي لذلك ذات شأن هام في تاريخ الولايات المتحدة.

## الأبالاش الشمالية
ـ الأبالاش الشمالية: تبدأ من شرقي وادي كونِّكتِكِت والجبال البيض من نيوهامبشير، وتخضع في ماساتشوستس وكونِّكتِكِت للحت النهري والجليدي، فتبدو نجداً مرتفعاً، وتعد نيوهامبشير مركز السلسلة في هذا القسم، وأعلى قممها جبل واشنطن الذي يصل ارتفاعه إلى 1920م وثمة جبال أخرى تصل قممها إلى ارتفاع 1520م مثل: جبال آدمز وجيفرسون ومادسون ومونرو. وتعرف السلسلة في هذا القسم باسم فيرمونت (الجبال الخضراء) ويراوح ارتفاعها العام بين 1070 و 1160م وهي مناظرة لسلسلة الجبال الزرقاء في الجنوب. ـ

## الأبالاش الجنوبية
الأبالاش الجنوبية: ويضم هذا القسم سلسلة الجبال الزرقاء التي تبدأ من ساحل المحيط الأطلسي وتمتد باتجاه الجنوب الغربي للولايات المتحدة الأمريكية من جنوب بنسلفانيا إلى شمال جيورجيا، ويدخل معظمها في الجزء الغربي من نورث كارولينا، تتصف بحوافها المرتفعة التي تفصل الأودية ولاسيما في الجزء الجنوبي منها وقد أثرت عوامل الحت والتعرية في مرتفعاتها تأثيراً واضحاً وأعلى قممها جبل متشل Mitchell Mount الذي يصل ارتفاعه إلى 2038م، وهي أعلى قمة في شرقي الولايات المتحدة. يختلف مناخ القسم الشمالي من السلسلة عن قسمها الجنوبي للامتداد الكبير على خطوط العرض، الذي يبلغ عشر درجات وكذلك تباين الارتفاعات. ويتصف القسم الشمالي بالمناخ القاري الرطب علماً أن ارتفاع هذا القسم الممتد من ماريلاند إلى بنسلفانيا ووسط ولاية نيويورك لايعطيها صفة المناخ الجبلي بل يميزها من السهول الساحلية، ويقدر متوسط الأمطار السنوي بـ 1000 - 1250مم ومتوسط تساقط الثلوج 1350مم. أما القسم الجنوبي فشتاؤه بارد وصيفه دافئ وتسقط الثلوج والأمطار في الجزء الغربي منه وتحيط به شبكة مائية من الينابيع والأنهار والشلالات، وهذا ما ساعد في نمو أشجار الصنوبر والشربين وأنواع شجرية أخرى ذات أخشاب صلبة تؤلف المادة الخام لصناعة الورق والأثاث وركائز السكك الحديدية. وفي هذه الجبال مناجم غنية بالفحم الحجري (الانتراسيت) الذي ينقل إلى أسواق الساحل الشرقي بين بوسطن وواشنطن.
وفي إقليم الأبالاش صناعات منوعة أهمها صناعة البلاستيك والمنسوجات في فرجينيا وصناعة الحديد والصلب في ألاباما وصناعة الزجاج المنتشرة في معظم الإقليم بالإضافة إلى صناعات محلية كثيرة. ويعد إقليم الأبالاش فقيراً من الناحية الزراعية لأن سطحه مضرس، تسود فيه المراعي وزراعة الأشجار والمحصولات السنوية، ويلائم المناخ والتربة نمو المراعي ولاسيما في القسم الشمالي، وتزرع بعض الخضر والذرة في الأجزاء الشرقية منها. وللأبالاش إرث من الجمال الطبيعي، وثقافة إقليمية متميزة لكنها لم تسلم من مشكلات النمو الحضاري المعاصر والتلوث وتخريب البيئة.